# Washingtonski sporazum o zaštiti vrsta
Washingtonski sporazum o zaštiti vrsta, (Convention on International Trade in Endangered Species of Wild Fauna and Flora (CITES)) je u istoj mjeri sporazum kao i organizacija čiji cilj je kontroliranje međunarodne trgovine do mjere da ne može dovesti do ugrožavanja preživljavanja životinjskih i biljnih vrsta. Tekst konvencije CITES dobio je ime po mjestu prvog potpisivanja 3. ožujka 1973. u Washington D.C. Od tada je prerađen 22. lipnja 1979. u Bonnu i zatim ponovo 30. travnja 1983. u Botsvani.

## Povijest
Poticaj donošenju ovog sporazuma bila je spoznaja da je jedan od glavnih uzroka izumiranja nekih vrsta međunarodna trgovina pojedinim životinjama ili dijelovima životinja (npr. koža gmazova, neki "medicinski" preparati, živežne namirnice).
Ovom sporazumu prethodio je Londonski sporazum o zaštiti vrsta iz 1933. godine koji je potpisalo 9 država, a odnosio se uglavnom na krupnu divljač Afrike (ukupno 42 vrste). Već 1964. je krenuo u opticaj prvi prijedlog jednog obimnijeg dokumenta. Korak po korak, države su počele prihvaćati ideju o potrebi šire zaštite živog svijeta tako da su SAD sazvale osnivačku konferenciju kojoj je prisustvovalo 80 država te je 3. ožujka 1973. a stupio je na snagu u zemljama koje su ga prve ratificirale 1. srpnja 1975. godine.